# Grande Dibattito

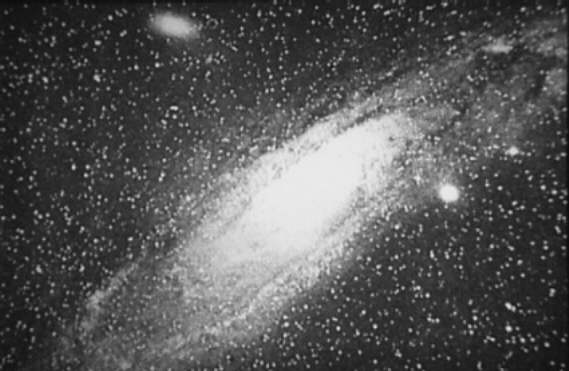
Fotografia della "Grande Nebulosa di Andromeda" risalente al 1899, in seguito identificata con la Galassia di Andromeda; la galassia fu uno degli oggetti del dibattito.

In astronomia, il Grande Dibattito (detto anche Dibattito Shapley-Curtis) fu un importante dibattito occorso nel 1920 tra gli astronomi Harlow Shapley e Heber Curtis in merito alla reale natura delle galassie (le cosiddette nebulose spirale) e sulle dimensioni dell'Universo osservabile, e si concluse solo nel 1927. La questione fondamentale del dibattito era se le nebulose distanti fossero delle piccole parti della nostra galassia, la Via Lattea, o fossero realmente delle grandi entità distinte, separate dalla nostra Galassia. Si decise che c'erano due tipi di nebulose; quelle interne alla Via Lattea e quelle esterne che Hubble chiamò "nebulose extragalattiche".

## Il dibattito
Il dibattito ebbe luogo il 26 aprile 1920 nel Baird auditorium dello Smithsonian Museum of Natural History; i due scienziati, la mattina di quel giorno, presentarono indipendentemente delle ricerche tecniche riguardo alla struttura a grande scala dell'Universo, mentre la sera presero parte ad una discussione congiunta. Buona parte delle informazioni in nostro possesso sul Grande Dibattito ci giungono dalle pubblicazioni dei due astronomi sul numero del maggio 1921 della rivista Bulletin of the National Research Council. Le argomentazioni dei due scienziati comprendevano la confutazione della tesi dell'"avversario", esposta, in precedenza, nella conferenza del 1920.
Shapley riteneva che la Via Lattea costituisse la totalità dell'Universo e riteneva che le nebulose spiraliformi, come la Grande Nebulosa di Andromeda, fossero semplicemente parte di essa, opinione che parte degli astronomi non condivideva. Vi era però chi, come Adriaan van Maanen, astronomo olandese naturalizzato statunitense, era d'accordo con l'ipotesi di Shapley. Van Maanen disse di aver osservato la rotazione della Nebulosa di Andromeda; egli riteneva che se essa fosse una parte separata dalla Via Lattea, e potesse dunque essere osservata in rotazione, sarebbe stato chiaramente violato il limite di velocità universale, la velocità della luce. Per corroborare la sua tesi, l'astronomo addusse come esempio l'esplosione di una nova che era stata osservata nella Nebulosa di Andromeda, che aveva temporaneamente superato in luminosità il nucleo stesso dell'oggetto: una quantità di energia apparentemente assurda per una semplice nova. Per questo motivo, egli riteneva che la nova, e dunque la galassia stessa, dovessero essere parte della Via Lattea; ma, se Andromeda fosse stata un'entità distinta dalla Via Lattea (come si sarebbe dimostrato essere), la nova avrebbe avuto una luminosità inimmaginabile per poter essere visibile da una così grande distanza.
Curtis, dal canto suo, riteneva che Andromeda, e altre nebulose dalle caratteristiche simili, fossero delle entità separate dalla Via Lattea, e le denominò "galassie" o "Universi-isola", un termine introdotto nel XVIII secolo dal filosofo tedesco Immanuel Kant. Egli mostrò come in Andromeda vi fossero più novae che nella Via Lattea; perciò, chiese ai suoi colleghi come mai vi potessero essere più novae in una minima porzione della Via Lattea che non nel resto della Galassia. Per questo iniziò a farsi largo l'ipotesi che Andromeda fosse una galassia autonoma, con un'età caratteristica e un determinato tasso di esplosione di supernovae. Curtis portò a sostegno della sua tesi anche la presenza di bande oscure, che risultavano simili alle nebulose oscure della Via Lattea, sul piano di alcune galassie e il grande spostamento verso il rosso, secondo l'effetto Doppler, riscontrato in altre galassie.
Curtis, da parte sua, affermò che se le osservazioni condotte da van Maanen sulla rotazione di Andromeda si fossero rivelate corrette, egli stesso era pronto a riconoscere i propri errori in merito alla reale scala dell'Universo e ad ammettere che la Via Lattea comprendeva ogni struttura del cosmo. Tuttavia, in seguito divenne manifesto che le osservazioni di van Maanen erano completamente false: infatti, è impossibile, nell'arco di una vita umana, osservare la rotazione di Andromeda, e più in genere di una galassia, un evento la cui durata media è dell'ordine di diversi milioni di anni.
Qualche anno dopo, nel 1923, Edwin Hubble riuscì a chiarire la questione. Utilizzando il telescopio Hooker da 100 pollici e le lastre di vetro dell'Osservatorio di Mount Wilson, scoprì una variabile Cefeide, M31-V1, all'interno di Andromeda. Hubble, utilizzando tale stella come candela standard, poté misurare la distanza di M31, dimostrando inequivocabilmente che si trattava di una galassia indipendente situata a notevole distanza dalla nostra.
Gli sviluppi successivi hanno assodato che la Via Lattea è solo una delle centinaia di miliardi di galassie contenute nell'Universo osservabile, il che conferma quella che era stata la tesi di Curtis. Inoltre, si sa ora che la nova cui fece riferimento Shapley nella sua argomentazione era in realtà una supernova, l'esplosione di una stella massiccia, giunta al termine della propria evoluzione, che momentaneamente arriva a superare in luminosità l'intera galassia che la ospita. D'altra parte, però, non tutte le tesi addotte dal Curtis si rivelarono corrette (egli, infatti, riteneva il Sole al centro della Via Lattea, mentre Shapley lo riteneva, come si è dimostrato corretto, nelle sue zone periferiche) oppure risultarono un compromesso con quelle di Shapley (le dimensioni attualmente accertate della Galassia sarebbero una via di mezzo tra quella suggerita da Shapley e quella di Curtis).